# Гиббонс, Джек
Джек Гиббонс (англ. Jack Gibbons; род. 1962) — британский пианист.
Пользуется особой известностью как исполнитель фортепианных произведений Шопена и Алькана (сольный концерт, полностью составленный из произведений этого очень трудного композитора, Гиббонс впервые сыграл в 17-летнем возрасте). Значительны также ежегодные (начиная с 1990 г.) выступления Гиббонса с концертными программами, посвящёнными творчеству Джорджа Гершвина.

## Произведения

### Для струнного оркестра
- Lament for strings, Op. 41
- Serenade for strings, Op. 71

### Хоровые сочинения
- Cradle Song, Op. 64a
- Ave verum corpus, Op. 89
- Ave verum corpus, Op. 90
- My heart is like a singing bird, Op. 91
- Christmas Bells, Op. 92
- The Lamb Child, Op. 95
- Tomorrow Shall Be My Dancing Day, Op. 100
- The Virgin's Cradle Hymn, Op. 101
- Wiegenlied, Op. 103
- O Magnum Mysterium, Op. 105
- Winter Song (слова Билла Кинга), Op. 102
- Lovely Kind (слова Николаса Бретона), Op. 104
- Christmas Song (слова Лидии Авери Конли), Op. 108
- Balulalow, Op. 109

### Песни
- Сонет: Remember me (слова Кристины Розетти), Op. 12
- Phantom of Delight (слова Уильяма Вордсворта), Op. 13
- When We Two Parted (слова Джорджа Байрона), Op. 14
- I'll Not Weep (слова Эмилии Бронте), Op. 15
- Beloved Again (слова Эмилии Бронте), Op. 16
- Music, when soft voices die (слова Перси Бис Шелли), Op. 17
- Echo (слова Кристины Розетти), Op. 18
- Sleep Not (слова Эмилии Бронте), Op. 19
- Why? (слова Кристины Розетти), Op. 20
- Epitaph for a child (слова Роберта Геррика), Op. 21
- The Garden of Love (слова Уильяма Блейка), Op. 22
- In The Lane (слова Кристины Розетти), Op. 23
- Weep you no more (слова Джона Доуленда), Op. 24
- The Linnet (слова Уолтера де ла Мара), Op. 25
- Roses for the flush of youth (слова Кристины Розетти), Op. 26
- The Bourne (слова Кристины Розетти), Op. 27
- Among the flowers (слова Кристины Розетти), Op. 28
- Love me, I Love You (слова Кристины Розетти), Op. 29

### Для фортепиано
- Сицилиана, Op. 30
- Прелюдия in A flat, Op. 37
- Тарантелла, Op. 38
- Вальс ми мажор, Op. 39
- Prière, Op. 44
- Песня без слов', Op. 45
- Контрданс, Op. 46
- Песня из Старого света, Op. 48
- Вальс соль мажор, Op. 49
- Табакерка, Op. 50
- Колыбельная (in memoriam), Op. 51
- Вальс фа мажор, Op. 53
- Сарабанда, Op. 54
- Вальс ми-бемоль минор, Op. 55
- Прелюдия ми мажор, Op. 56
- Shanty, Op. 59
- Новая мировая песня, Op. 66
- Вальс из табакерки, Op. 77
- Вальс фа мажор, Op. 78
- Ноктюрн in F sharp, Op. 79
- Мелодия in F sharp, Op. 80
- Minuetto malinconico, Op. 81
- 7 эскизов, Op. 82
- Андантино, Op. 83
- Прелюдия, Op. 84
- Menuetto antico, Op. 85
- Ноктюрн in D flat, Op. 86
- Menuetto semplice, Op. 87
- Consolation, Op. 88
- Ноктюрн си-бемоль минор, Op. 93
- Романс, Op. 96
- Экспромт до мажор, Op. 98
- Народная песня, Op. 99
- Appalachian Fancy, Op. 107
- Solace, Op. 110
- Сюита для фортепиано in E, Op. 111

### Камерные сочинения
- Сицилиана для флейты и фортепиано, Op. 70
- Siciliano a quattro mani Op. 70a
- Сицилиана для флейты, виолончели и фортепиано, Op. 70b
- Song Prelude, для двух фортепиано, Op. 94
- Valse élégiaque, для двух фортепиано, Op. 106